# Îles du Pot à l'Eau-de-Vie

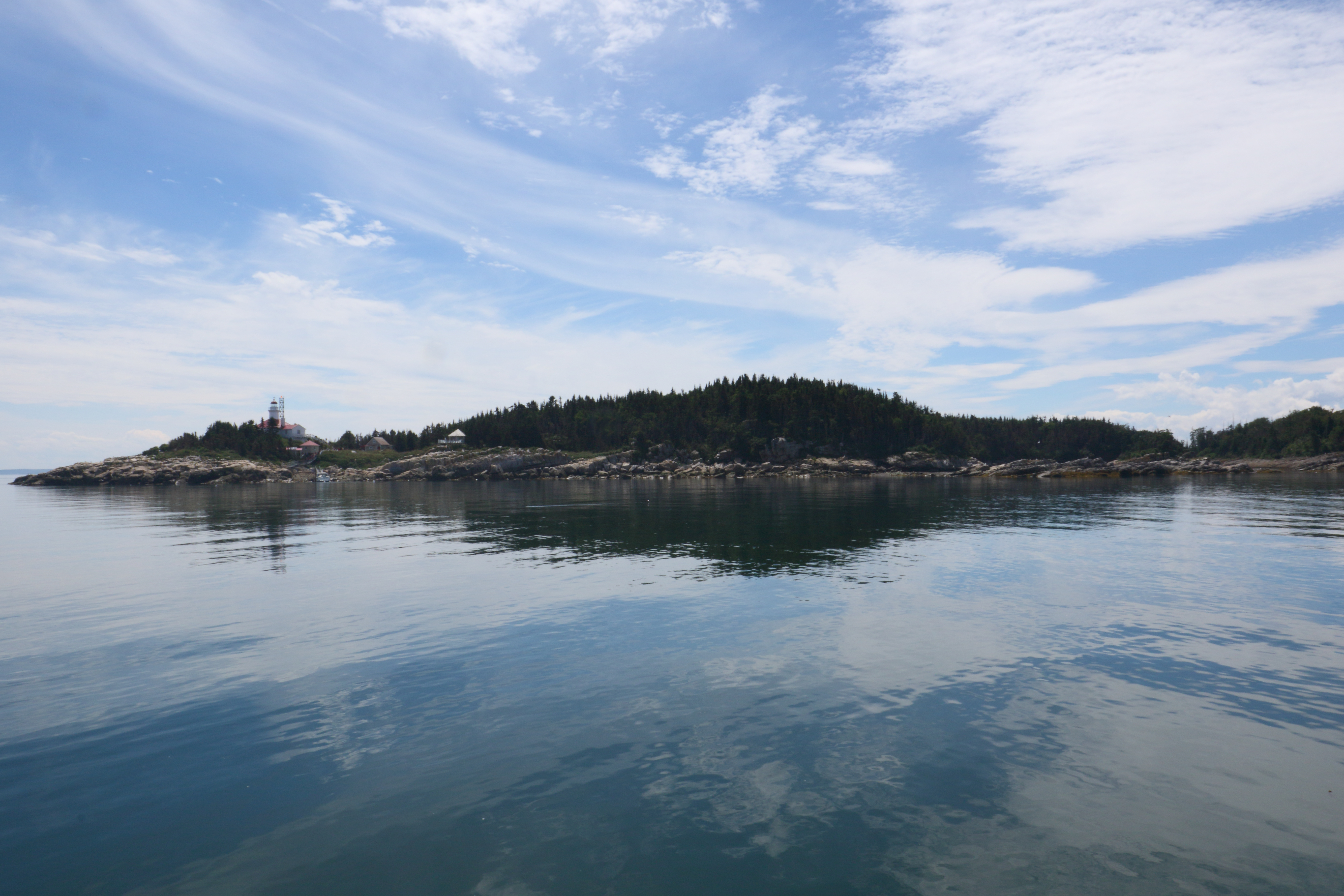
Isla Pot du Phare (archipiélago Îles du Pot à l'Eau-de-vie)

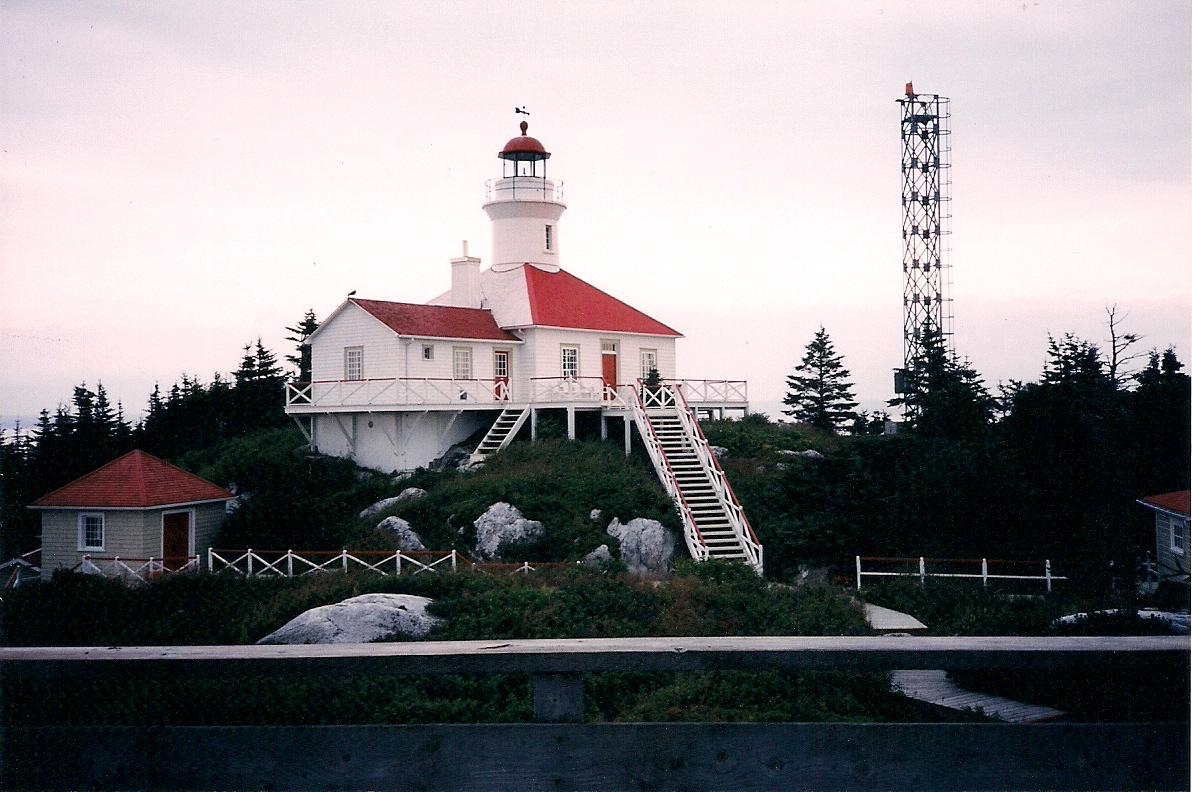
Faro de la Isla Pot du Phare

Îles du Pot à l'Eau-de-Vie es un archipiélago del río San Lorenzo, en la provincia de Quebec, que se compone de tres islas llamadas "Le Gros Pot", "Le Petit Pot" y "Le Pot du Phare". Ubicadas a 1 km de la costa noreste de la isla Hare, están además a 11 km de la ciudad conocida como Rivière-du-Loup, en el Bajo río San Lorenzo. El archipiélago fue utilizado como fondeadero para los buques, lo que puede explicar el interés en el lugar y el hecho de que recibió ese nombre desde el principio (pot significa bote en francés). 